# Downwelling

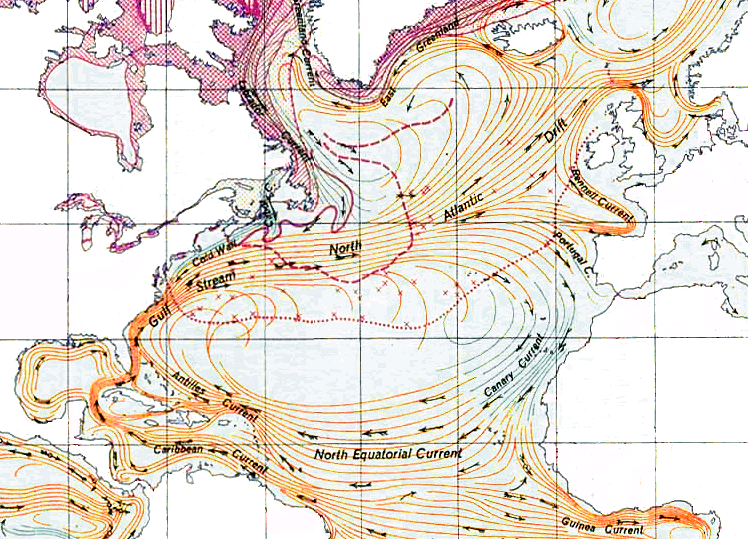
L'anello di correnti nord-atlantico, con al suo centro il Mar dei Sargassi, una zona di downwelling

In oceanografia, con il termine inglese downwelling si indica il processo fisico di accumulo e sprofondamento di acqua ad alta densità e bassa temperatura al di sotto di acque a densità più bassa e temperatura più elevata.

## Descrizione
Si tratta di un fenomeno che assume grande importanza negli oceani: qui, le acque fredde e ricche di sali tendono a sprofondare attraverso masse di acqua meno densa. Questo fenomeno avviene massicciamente in corrispondenza delle zone marine anticicloniche (dette anche "zone di downwelling"), regioni in cui grandi anelli di correnti spinte dal vento causano un accumulo di acqua al centro degli anelli stessi (per effetto del trasporto di Ekman), acqua che tende poi a sprofondare a causa della sua maggiore densità.
Un fenomeno di questo tipo avviene ad esempio nel Mar dei Sargassi, localizzato nella regione boreale dell'Oceano Atlantico: qui i venti occidentali provenienti dall'America e gli Alisei che spirano in verso opposto (e a più bassa latitudine) creano un grande anello di correnti ("North Atlantic Gyre") che ha al suo centro proprio il Mar dei Sargassi. L'acqua che si accumula al suo interno, e che può creare un rigonfiamento di circa due metri di altezza, viene spinta dalla gravità a sprofondare verso il basso, al di sotto degli strati d'acqua laterali che sono meno densi. Altre zone di downwelling si trovano in corrispondenza di altri grandi anelli di correnti nel nord e nel sud del Pacifico e nell'Oceano Indiano. Si tratta di regioni generalmente povere di vita acquatica: il movimento verticale dell'acqua causa l'inabissamento del fitoplancton, fino a profondità in cui la luce è troppo scarsa per sostenere la fotosintesi di conseguenza la produzione primaria si abbassa con effetti drastici sull'intero ciclo alimentare di queste zone.

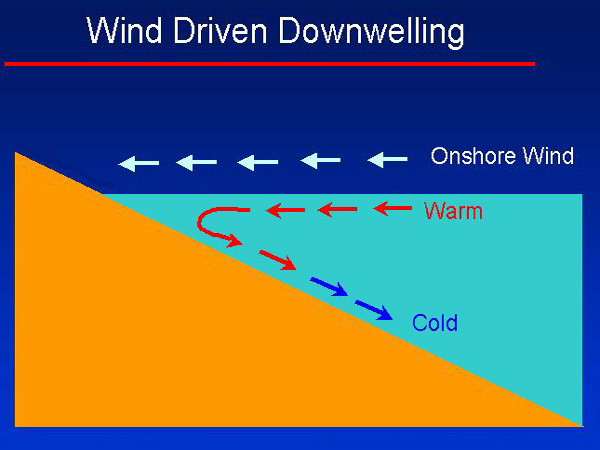
Downwelling costiero, causato dal vento.

I centri degli anelli oceanici non sono le uniche zone di downwelling: esso avviene anche alle alte latitudini e nelle regioni costiere. Nel primo caso, nelle regioni polari, la bassa temperatura e l'elevata concentrazione salina della massa acquosa tende a farla sprofondare al di sotto di acque più calde e meno dense. Il secondo caso si ha in prossimità delle coste, quando i venti causano un movimento di acqua in direzione costiera: anche qui, l'accumulo di acqua spinta dal vento e dalle correnti ne causa lo sprofondamento.
Il downwelling oceanico, insieme al suo fenomeno opposto, l'upwelling, contribuiscono a creare il fenomeno della circolazione termoalina.